# Bathypyura asymetrica
Bathypyura asymetrica is een zakpijpensoort uit de familie van de Pyuridae. De wetenschappelijke naam van de soort werd in 1971 voor het eerst geldig gepubliceerd door Françoise Monniot.